# Интернет форум
Интернет форум, също като уебфорум е онлайн форум, или още наричан на някои „места за съобщения“, е уебсайт за онлайн дискусии, където анонимни или регистрирани потребители могат да участват. За разлика от чата има статичен вид и се заражда се като уебсайт с различни теми за дискусии. От технологична гледна точка форумите са уеб приложения, в които потребителите сами генерират текстовото съдържание.
Форумните потребители, които участват в дискусиите на различни теми, могат да създадат и социални връзки формирани от интереси и гледни точки.
В много форуми регистрацията е задължителна. Потребителят има право да участва в дискусиите след като създаде свои потребителски акаунт на сайта на форума с уникално потребителското име, което не е заето, и което може да използва на сайта на уебфорума. Всеки интернет форум има своите правила, които трябва да бъдат спазвани от неговите потребители, за да получи бан.
Поддържащата и администрираща йерархия на интернет форумите са уебразработчик, който буквално може всичко да променя на уебсайта, администратор на форума, който може да взема общи решения, модератор на отделните тематични форуми – човек, който може да има достъп до постовете на потребителите (forum posts, потребителски публикации). Потребителите на форума и активно участващите негови потребители, техните теми съставляват активната потребителска част на уебсайта. Модераторът поддържа дискусиите чисти от спам и нежелани текстови „изказвания“, администраторът може да бъде и самият уебразработчик, който поддържа технически интернет сайта и форума.
Обикновените регистрирани в системата на уебфорума потребители имат права за публикуване на нови теми и текстове (forum posts) вътре в тях, както и за редактиране на своите публикации.

## Известни софтуерни системи за уебфоруми
| Име                                                           | Лиценз/цена                                                                               | Написана на                                                    | Използва база от данни                                       |
| ------------------------------------------------------------- | ----------------------------------------------------------------------------------------- | -------------------------------------------------------------- | ------------------------------------------------------------ |
| AsmBB                                                         | EUPL 1.1 (European Union Public License) (безплатно, свободен софтуер с отворен код)      | x86 Linux ASM                                                  | вградена SQLite                                              |
| BuddyPress                                                    | GNU GPLv2 (безплатно, свободен софтуер с отворен код)                                     | PHP                                                            | MySQL                                                        |
| Discourse                                                     | GNU GPLv3 (безплатно, свободен софтуер с отворен код) или $100+/месец уебхостинг при тях  | Ember.js (client-side), Ruby & Ruby on Rails (server-side)     | PostgreSQL с Redis cache; предлагат и Docker контейнер       |
| ElkArte                                                       | BSD-3 (безплатно, свободен софтуер с отворен код)                                         | PHP 5.3+                                                       | MySQL 5+, PostgreSQL 8.3+                                    |
| Flarum (FluxBB, fork на PunBB, е слята с Flarum през 2015 г.) | MIT (безплатно, свободен софтуер с отворен код)                                           | PHP 7.1+, Composer, Mithril (JavaScript framework), SSH access | MySQL 5.6+, MariaDB                                          |
| Fruum                                                         | Apache License 2.0 (безплатно, свободен софтуер с отворен код)                            | Node.js                                                        | Elasticsearch или други; поддържа Single Sign On (SSO)       |
| IPB (Invision Power Board)                                    | комерсиална собственическа ($???)                                                         | ?                                                              | MySQL (?)                                                    |
| MyBB                                                          | GNU LGPLv3 (безплатно, свободен софтуер с отворен код)                                    | ?                                                              | MySQL, PostgreSQL, SQLite                                    |
| NodeBB                                                        | GNU GPLv3 (безплатно, свободен софтуер с отворен код)                                     | Node.js                                                        | Redis или MongoDB, могат да се добавят и други бази от данни |
| phpBB                                                         | GNU GPLv2 (безплатно, свободен софтуер с отворен код)                                     | PHP                                                            | MySQL, MariaDB, PostgreSQL, SQLite, MSSQL, Oracle            |
| PunBB                                                         | GNU GPL (безплатно, свободен софтуер с отворен код)                                       | PHP                                                            | MySQL, PostgreSQL, SQLite                                    |
| Simple Machines Forum (SMF)                                   | SMF 2: BSD-3 (безплатно, свободен софтуер с отворен код), SMF v1: Simple Machines License | PHP                                                            | MySQL                                                        |
| Vanilla                                                       | GNU GPLv2 (безплатно, свободен софтуер с отворен код)                                     | PHP                                                            | MySQL, интеграция със Sphinx за много по-бързо търсене       |
| vBulletin                                                     | комерсиална собственическа                                                                | PHP                                                            | MySQL                                                        |
| XenForo                                                       | комерсиална собственическа ($140-$610)                                                    | ?                                                              | MySQL (?)                                                    |
| YaBB Архив на оригинала от 2019-10-09 в Wayback Machine.      | YPL (YaBB Public License) Архив на оригинала от 2019-10-04 в Wayback Machine.             | Perl 5.10+                                                     | MySQL (?)                                                    |